# Jan Gunnar Hoff

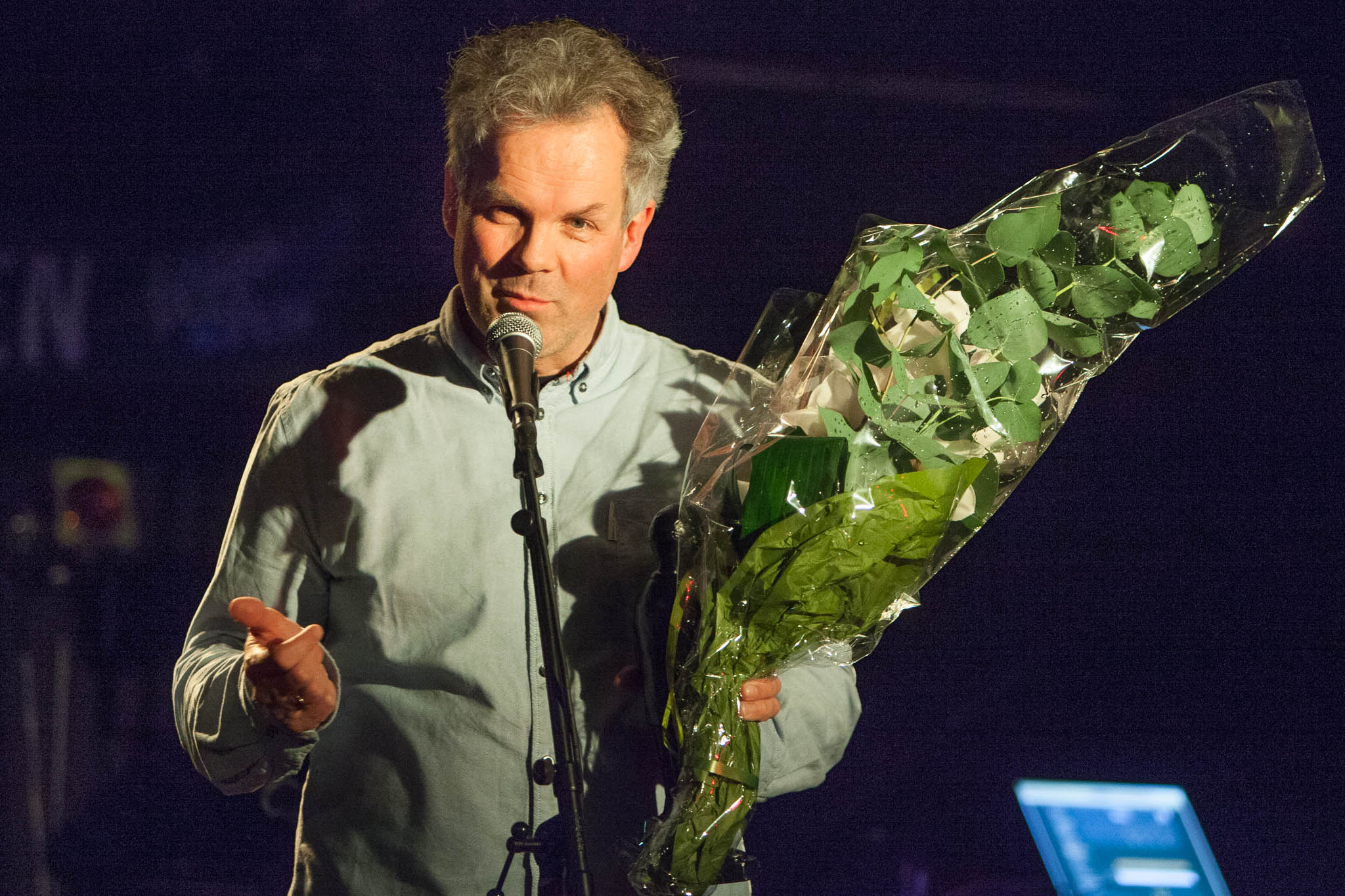
Jan Gunnar Hoff tijdens uitreiking op Bodø Jazz Open 2014

Jan Gunnar Hoff (Bodø, 22 oktober 1958) is een Noorse jazzpianist, componist en muziekpedagoog.

## Levensloop
Hoff debuteerde met zijn eigen trio in de Ad Lib Jazzklubb (Bodø) in 1976. Hij genoot een opleiding aan de hogeschool voor leraren te Bodø en Bergen (1977-'78), volgde de studierichting jazz aan de Norges teknisk-naturvitenskapelige universitet bij Terje Bjørklund (1986-'89) en bekwaamde zich in compositie aan de Norges Musikkhøgskole (2001). Als componist debuteerde hij tijdens de Festspillene i Nord-Norge van 1992 met een suite.
Met Finn Sletten en Kåre Garnes, en van tijd tot tijd ook Terje Venaas, maakte hij in de jaren 1989 tot 1991 deel uit van het Trio Nord. Hoff heeft ook vaker met de slagwerker Alex Acuña en Per Mathisen (drums) samengewerkt. Als musicus heeft hij zijn medewerking verleend op opnamen met Arvid Martinsen Big band, Terje Nilsen, Halvdan Sivertsen, Ove Bjørken, Tore Johansen en Jan Eggum.
Hoff doceert aan de Universiteit van Tromsø en de Universiteit van Agder. Verder is hij artistiek leider van The Groove Valley JazzCamp in Beiarn.

### Jan Gunnar Hoff Group
In 1992 begon hij zijn eigen jazzgroep, die op fusion geïnspireerde jazz speelt. De bezetting bestond toen uit Audun Kleive, Bjørn Kjellemyr, Knut Riisnæs, Trond Kopperud, Tor Yttredal en Celio de Carvalho. Ze debuteerden live tijdens de Nordland Musikkfestuke van 1993, toen als kwartet met Hoff, Riisnæs, Kleive en Kjellemyr. In 1995, versterkt met Per Jørgensen, trad de groep voor het eerst op op Vossajazz.
Later namen musici als Tore Brunborg (saxofoon), Bjørn Kjellemyr (contrabas), Audun Kleive (drums), met bijdragen van Mathias Eick (trompet) en meer recent Børge Petersen-Øverleir (gitaar) deel aan de groep. Samen brachten ze in 2003 In town uit, maakten ze internationale tournees, onder meer in Oekraïne en Estland, en traden ze op op concerten van de Europese Radio-unie. Het kwartet speelde in 2001 tijdens Moldejazz met Pat Metheny. In 2005 was de groep op tournee met vocaliste Maria João en de bemanning Ståle Storløkken, Rune Arnesen, Helge Norbakken, Bjørn Kjellemyr, Mathias Eick, Ivar Kolve en Bergmund Skaslien. De groep trad opnieuw op met Maria João in 2007.

## Werken
- 2001: Winds, sea and rhythm, voor de districtsmusici van de gemeente Bodø
- 2002: Blå sitron, voor strijkkwartet en jazz
- 2004: Meditatus, oerpremière tijdens nachtjazz in de Domkerk te Bodø op 17 december 2004
- 2005: Free Flow Songs, geschreven in opdracht voor Vossajazz 2005
- 2006: Magma, geschreven in opdracht voor Jan Gunnar Hoff Group feat. Mike Stern
- 2007: Seven seasons, geschreven in opdracht voor Festspillene i Harstad
- 2007: Fantasie nr.1, geschreven in opdracht voor Nordland musikkfestuke

## Prijzen
- 1997: Stubøprisen
- 2000-'02: Werkstipendium van de Noorse staat
- 2005: Edvard-prisen kerkmuziek, voor Meditatus
- 2006: Nordlysprisen

## Discografie
- 1993: Syklus, Odin Records
- 1995: Moving, Curling Legs
- 1998: Crosslands, Curling Legs
- 2003: In Town, Jan Gunnar Hoff Quartet, Curling Legs
- 2007: Meditatus, Jan Gunnar Hoff Group met Bodø Domkor, Grappa
- 2008: Magma, Grappa